# Shake
Shake é o álbum de estreia da carreira solo do cantor John Schlitt, lançado em 1995.

## Faixas
1. "Wake The Dead" – 5:32 (John Schlitt, Mark Heimermann e Dann Huff)
2. "Don't Look Back" – 3:47 (John Schlitt e Jim Cooper)
3. "Show Me The Way" – 4:18 (John Schlitt e Tommy Greer)
4. "Inside Of You" – 4:44 (Billy Luz Sprague, Heimermann, Dann Huff e John Schlitt)
5. "Let It Show" – 4:32 (John Schlitt, Heimermann e Dann Huff)
6. "Carry The Burden" – 4:19 (John Schlitt, Dann e David Huff)
7. "One By One" – 4:01 (Joe Fair, John Schlitt e Rich Gootee)
8. "Try Understanding His Heart" – 3:55 (John Schlitt, Jim Cooper e Ronny Cates)
9. "The Hard Way" – 3:32 (Tom Wanca e Mark H. Chesshir)
10. "The Road To Calvary" – 4:50 (Rich Gootee, John Schlitt e Cooper)